# Gyposaurus capensis
Gyposaurus capensis es una especie y tipo del género dudoso  Gyposaurus  (gr. "lagarto buitre") de dinosaurio prosaurópodos  masospondílidos que vivió a principios del período Jurásico, hace aproximadamente 195 millones de años, en el Sinemuriano, en lo que es hoy África. Fue nombrada en 1911 por el físico y paleontólogo escocés Robert Broom a partir de un esqueleto parcial con 11 vértebras dorsales, 6 caudales, costillas, gastralias, escápula derecha parcial, cintura pélvica derecha, ilion izquierdo y la mayor parte de la pierna derecha, descubierta en la Formación Elliot superior del  Estado Libre de Orange, Sudáfrica.  Originalmente colocado en el género Hortalotarsus.  Galton y Cluver lo colocaron junto con Anchisaurus en 1976, pero Michael Cooper lo asignó a Massospondylus en 1981, lo que es generalmente aceptado.